# Hagia Eirene

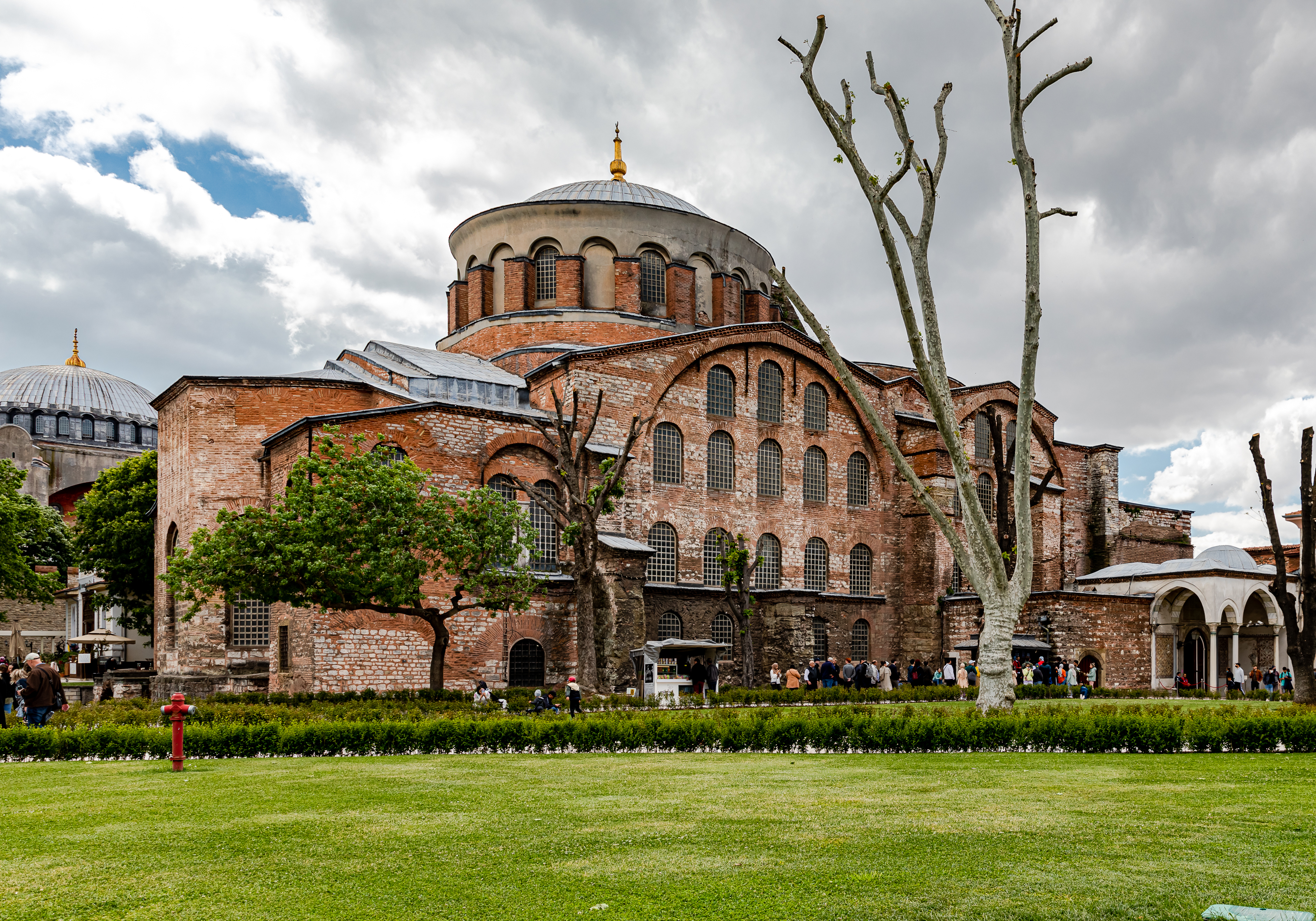
Hagia Eirini uppfördes på 300-talet e.Kr. I bakgrunden syns Hagia Sofia som uppfördes på 500-talet e.Kr.

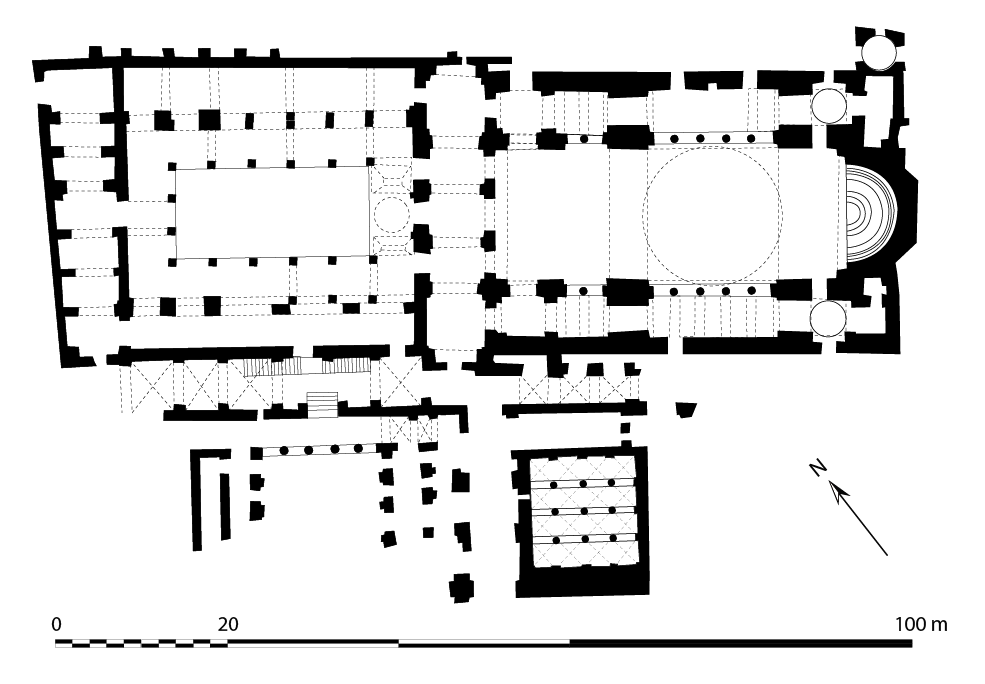
Plan.

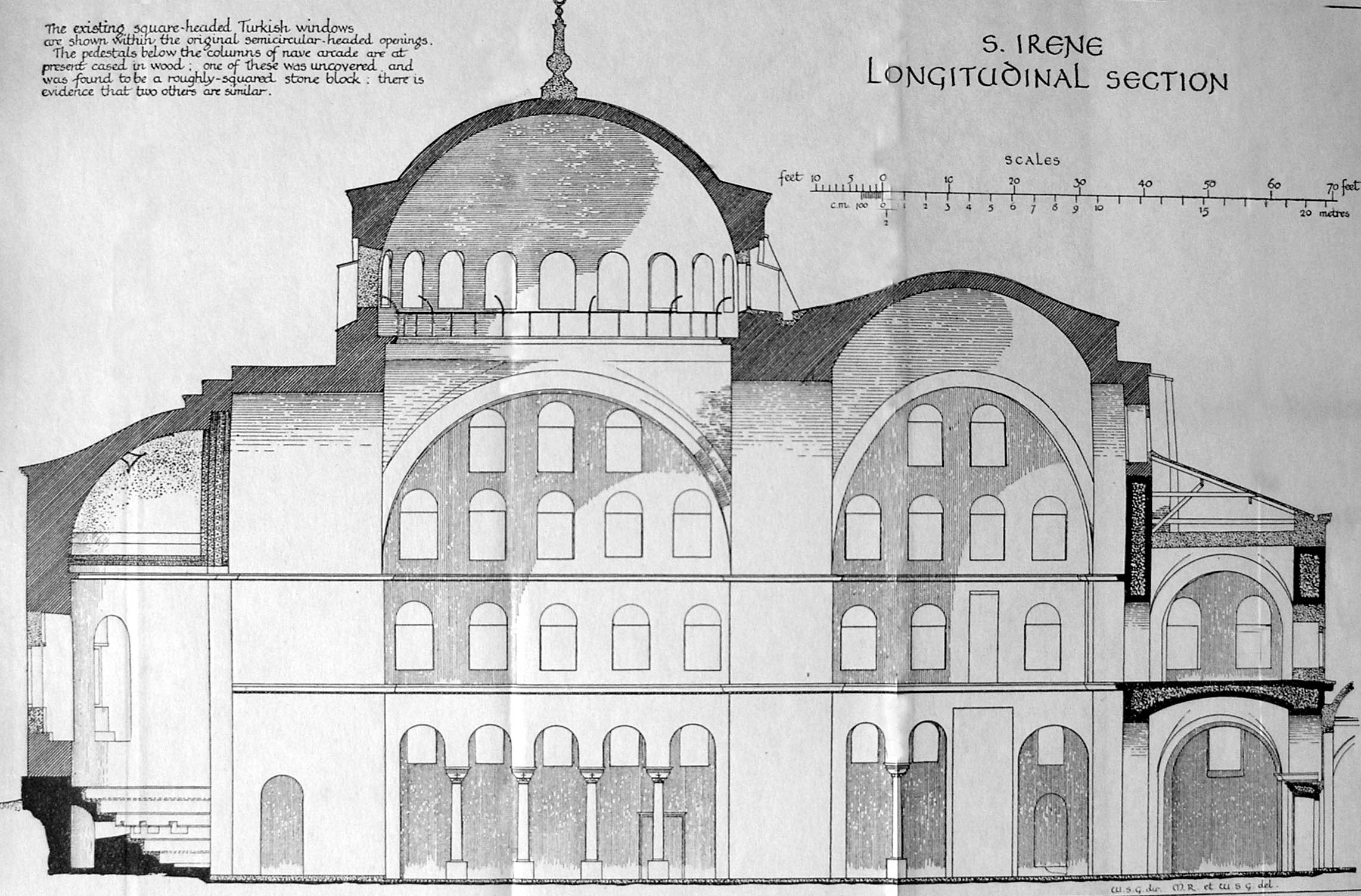
Sektion.
Ritning: Alexander van Millingen, 1912.

Hagia Irene (grekiska: Αγία Ειρήνη, "Heliga fredens kyrka",  turkiska: Aya İrini) är en bysantinsk kyrka vid Topkapipalatset i Istanbul. Kyrkan är idag sekulariserad till museum.
Enligt traditionen står byggnaden på platsen för ett antikt tempel. Den romerske kejsaren Konstantin den store lät uppföra Hagia Eirene på 300-talet och kyrkan anses vara den första kyrka som uppfördes i Konstantinopel. Senare lät Justinianus restaurera kyrkan som tjänade som patriarken av Konstantinopels säte fram till dess att Hagia Sofia byggdes.
Kyrkans nuvarande form härstammar från 700-talet och Hagia Eirene är den enda bystantinska kyrkan som har kvar sitt ursprungliga atrium. Det stora kors som återfinns under huvudnarthex, där vanligen en ikon av Guds moder placerades, är ett unikt exempel på den ikonoklastiska konsten.
Janitsjarerna, osmanska soldater, använde sig av byggnaden som vapenlager under erövringen av Konstantinopel 1453.
Idag används främst byggnaden för klassiska konserter eftersom interiörens unika akustik skapar en mycket speciell atmosfär. Sedan 1980 håller Istanbuls internationella musikfestival de flesta av sina konserter i kyrkobyggnaden.
2000 hade den turkiske kläddesignern Faruk Saraç en uppvisning i byggnaden där en kollektion omfattande 700 klädedräkter inspirerade av osmanska sultaner visades upp.

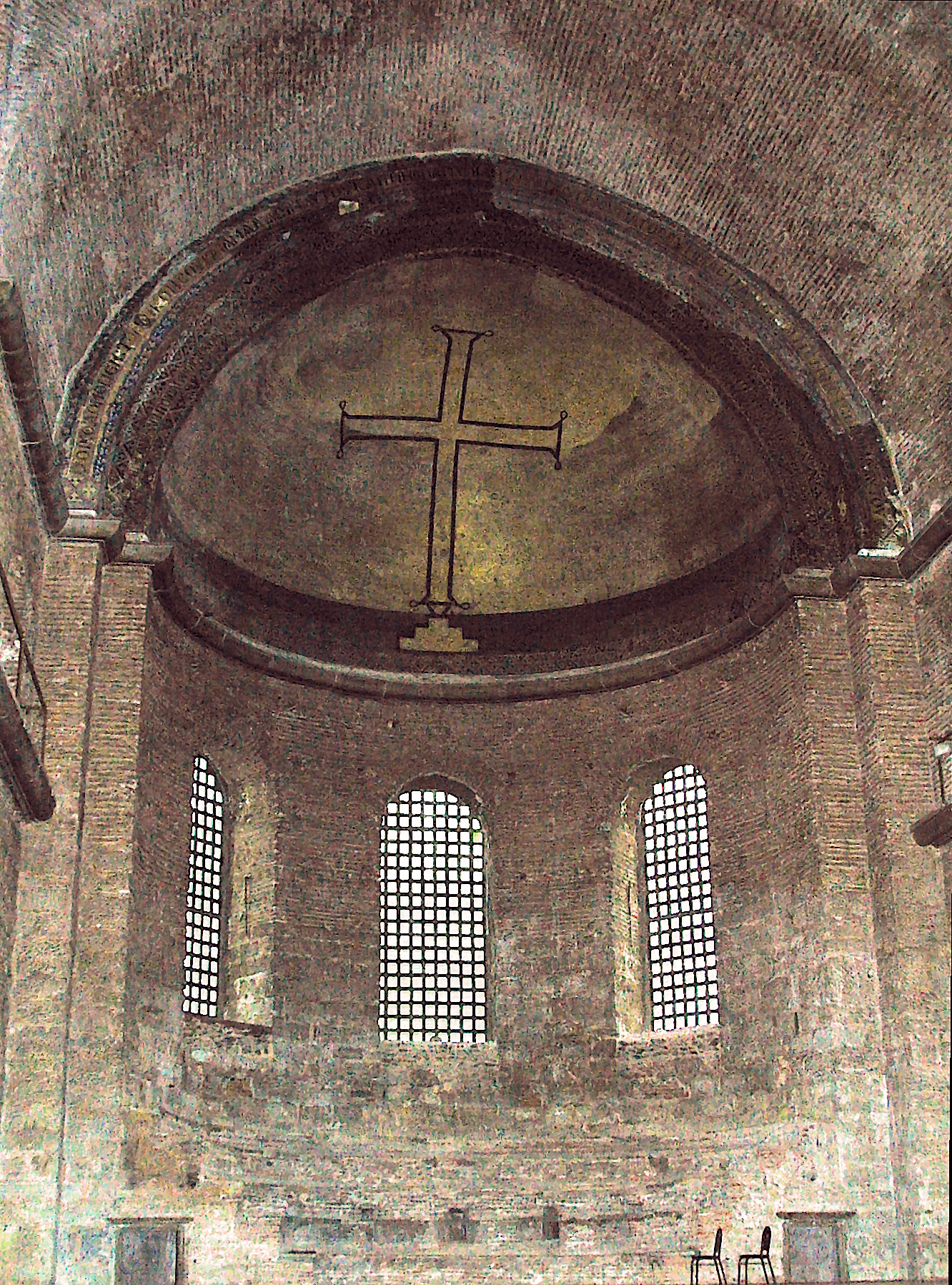
I Absiden i Hagia Eirene,kan man se ett unikt exempel på den ikonoklastiska konsten. Bildstriden, en konflikt för eller emot ikoner, varade under 700- och 800-talen i det bysantinska riket. Anhängarna till ikonerna segrade dock till slut.